# 大御影山
大御影山（おおみかげやま）は、福井県三方郡美浜町と滋賀県高島市との境にある山塊で嶺南地方の最高峰。ただし、国土地理院の2万5千分の1地形図には山名の記載はない（地図には三等三角点のみが記載されている）。標高950m。美浜町新庄地区を過ぎて粟柄谷に沿って林道を遡ると滋賀県高島市マキノ地域との県境に達し、そこから滋賀県側へ少し下り稜線上の山道を西に進むと山頂である。

## 自然
県境付近からミズナラ、ブナなどを中心であり、稜線上には直径50cm 前後のブナが林立する。